# Port de Roses
El port de Roses és un port públic gestionat per Ports de la Generalitat, que es troba a l'extrem de llevant de la badia de Roses, a l'inici del Parc Natural del Cap de Creus i a pocs metres del nucli urbà de Roses (Alt Empordà). Ofereix una bona protecció contra el vent, que en aquesta zona pot arribar a bufar amb molta força. Originàriament era un port pesquer, però amb el pas del temps la zona esportiva ha guanyat importància, especialment després de l'ampliació i rehabilitació del 2004. La bocana té un calat de 6 metres i una amplada de 70 metres. A l'extrem nord, el Moll de la Perola separa el port esportiu de la platja de la Punta; al centre, el Moll Comercial separa les dàrsenes esportiva i de pesca; i a l'extrem sud, el Moll de la Llosa separa el port pesquer de la platja dels Palangrers.

## Port pesquer
Al Moll Comercial hi ha la llotja, on es fa la venda del peix, regentada per la Confraria de Pescadors de Roses. La flota pesquera està composta per 4 diferents tipus d'arts de pesca: 22 ròssecs, 35 arts menors, 5 teranyines, i 6 de palangre de fons.

## Port esportiu
El Port Esportiu de Roses, gestionat per l'empresa municipal Port de Roses, SA, dona servei a 485 embarcacions. Es destinen 374 amarradors per a embarcacions d'amarratge fix i la resta per a l'amarratge d'embarcacions transeünts. El Grup d’Esports Nàutics de Roses, fundat el 1985, hi gestiona l'Escola Municipal d'Esports Nàutics.

## Galeria

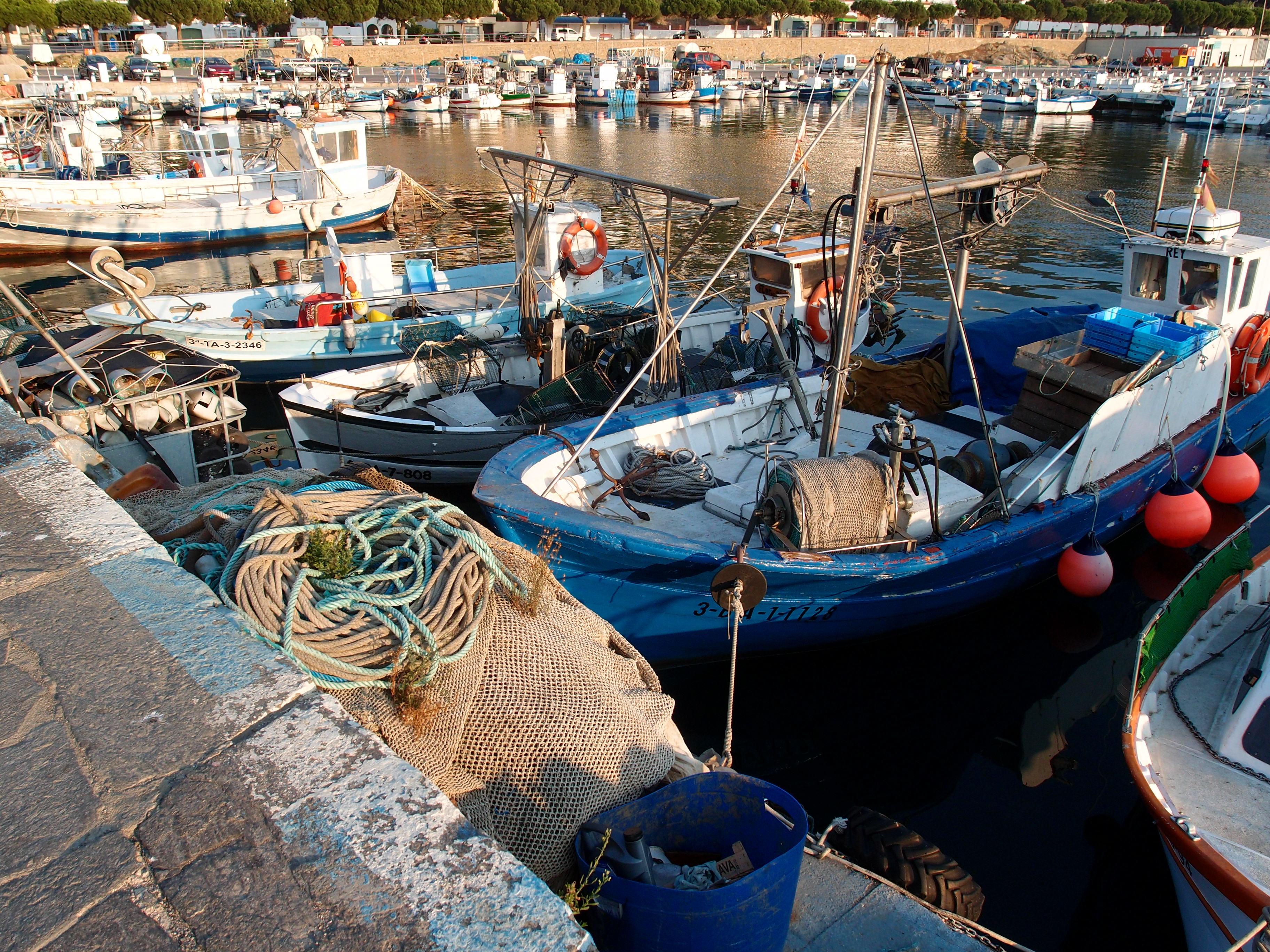
Port pesquer
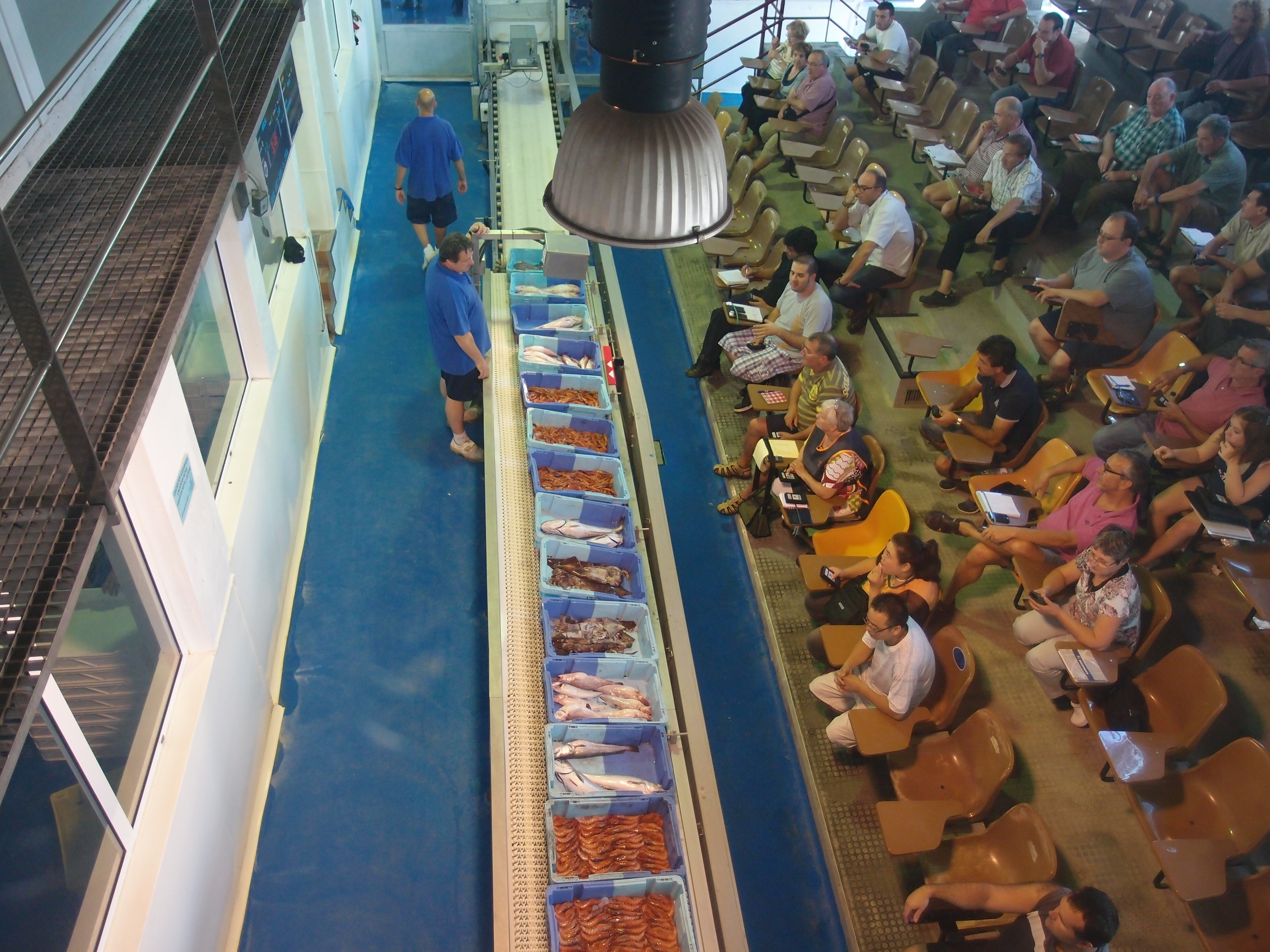
Subhasta a la llotja
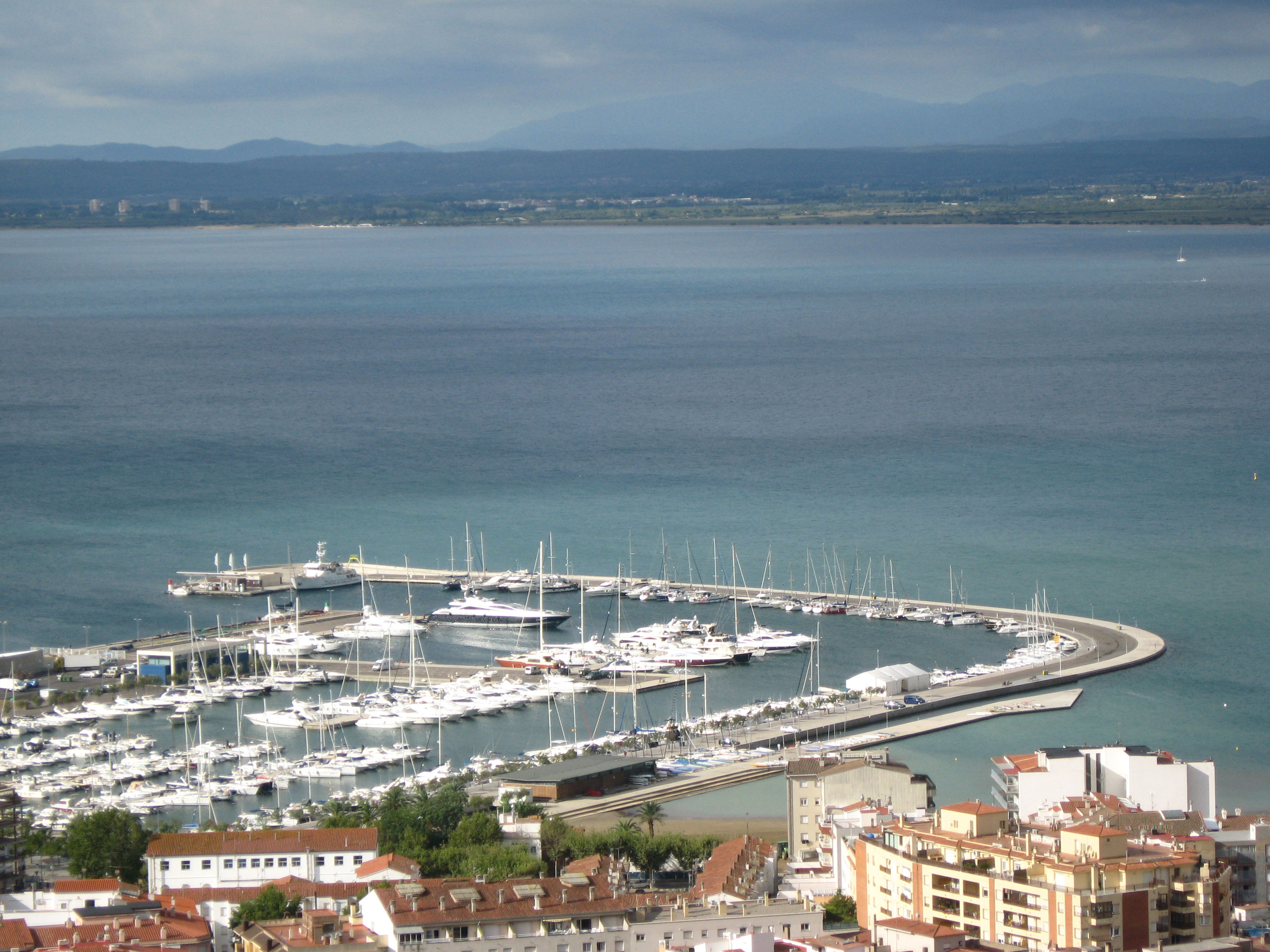
Port esportiu, vista general
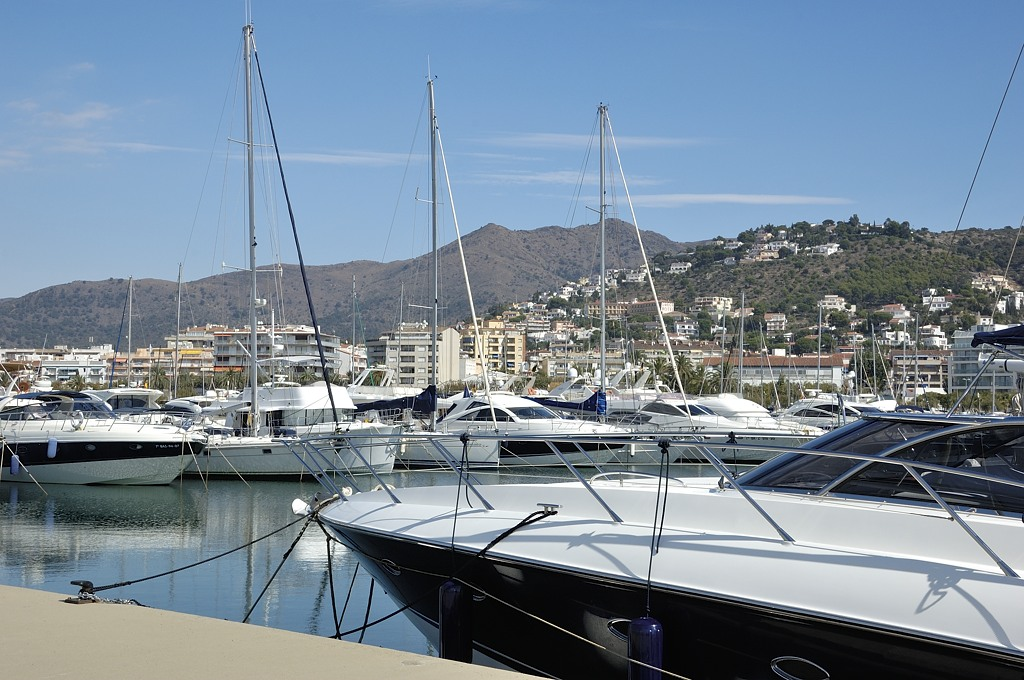
Port esportiu, detall